# Antonio Cassano
Antonio Cassano (* 12. Juli 1982 in Bari, Region Apulien) ist ein ehemaliger italienischer Fußballprofi, der überwiegend als hängende Spitze oder im offensiven Mittelfeld eingesetzt wurde. Während seiner Karriere galt Cassano als eines der größten Nachwuchstalente Europas, sorgte aber auch immer wieder durch Disziplinlosigkeiten und Eskapaden für Aufsehen. Er spielte u. a. für die AS Rom, Real Madrid, Sampdoria Genua, AC Mailand und Inter Mailand. Mit der italienischen Nationalmannschaft wurde Cassano im Jahr 2012 Vize-Europameister.

## Jugend
Antonio Cassano wurde am 12. Juli 1982 in der süditalienischen Hafenstadt Bari geboren. Er ist das uneheliche Kind eines verheirateten Mannes, der sich kurz nach der Geburt  von seiner Mutter Giovanna Perrelli trennte. Mit ihr wuchs Antonio im Problemviertel San Nicola auf und bezeichnet sich aufgrund seiner einfachen Herkunft als „Hurensohn von der Straße.“ Als Kind vernachlässigte Cassano die Schule und war ein begeisterter Straßenfußballer, der über sich sagt: „Wäre ich nicht Fußballer geworden, ich hätte wohl als Krimineller Karriere gemacht.“ Nachdem er durch einen Talentscout der AS Bari entdeckt worden war, nahmen die Biancorossi ihn 1995 in ihre Jugendabteilung auf. Ab 1998 durchlief  Cassano die italienischen Jugendnationalmannschaften.

## Vereinskarriere

### AS Bari
Trotz eines schwierigen Charakters galt Cassano als Ausnahmetalent und feierte als 17-Jähriger  sein Profidebüt in der Serie A. In seinem zweiten Einsatz, am 18. Dezember 1999 gegen Inter Mailand, erzielte er in der 88. Spielminute den spektakulären 2:1-Siegtreffer: Er nahm einen langen Pass mit der Hacke an, legte sich den Ball mit dem Kopf vor, ließ anschließend zwei Verteidiger stehen und traf erstaunlich souverän. Über Nacht avancierte Cassano zu einem der gefragtesten Nachwuchsfußballer Italiens und Nationaltrainer Giovanni Trapattoni sah in ihm bereits einen kommenden Weltstar. Aufgrund seiner Technik, Kreativität und Spielwitz erhielt er die Spitznamen Fantantonio oder in Anlehnung an Diego Maradona El Pibe de Bari. Daneben leistete sich der Jungstar zahlreiche Eskapaden, indem er den Trainer beschimpfte, Gegenspieler bespuckte oder öffentlich mit seinen zahlreichen Liebesaffären prahlte. Für die AS Bari kam Cassano in zwei Spielzeiten 48-mal zum Einsatz und erzielte sechs Tore. Nach der  Saison 2000/01 musste der Klub als Tabellenletzter in die Serie B absteigen, während Cassano die Auszeichnung als Italiens Nachwuchsspieler des Jahres erhielt.

### AS Rom
Mittlerweile zählte Cassano zu den begehrtesten Jungprofis Europas, um dessen Verpflichtung sich Spitzenklubs wie Manchester United oder Juventus Turin bemühten. Nach langen Spekulationen wechselte er im Juli 2001 schließlich zur AS Rom, dem amtierenden italienischen Meister. Er unterzeichnete einen Fünfjahresvertrag mit einem Jahresgehalt von 2,6 Millionen Euro und die Ablösesumme von umgerechnet 28,5 Millionen Euro machte den 19-Jährigen zum teuersten Teenager der Fußballgeschichte.
Cassanos Premierensaison 2001/02 verlief durchwachsen (24 Spiele/5 Tore). Aufgrund einer hochkarätig besetzten Offensive mit Spielern wie Francesco Totti, Gabriel Batistuta, Vincenzo Montella oder Marco Delvecchio kam er nicht über die Rolle als Ergänzungsspieler hinaus und gehörte nur dreimal zur Startformation. Der hoch gelobte Neuzugang fiel durch seine schlampige Trainingseinstellung sowie eine  ausschweifende Teilnahme am Nachtleben auf. Die skandalösen Auftritte sorgten für Schlagzeilen und erhielten in der Presse sogar die Bezeichnung Cassanate. Trainer Fabio Capello duldete jedoch die Eskapaden und formte das eigenwillige Enfant terrible zu einem effizienten Spitzenspieler. Bereits in seiner zweiten Saison (2002/03) wurde Cassano mit 14 Pflichtspieltreffern zweitbester Torschütze der Roma und erhielt 2003 erneut die Auszeichnung als bester Nachwuchsspieler Italiens. Trotz seines Talents war er ein Hitzkopf, der zu Ausrastern und Tätlichkeiten neigte. Zum Beispiel wurde Cassano im Finale der Coppa Italia 2003 (1:4, 2:2 gegen die AC Mailand) nach einer Roten Karte vom Platz gestellt. Er verbesserte sich weiter, überzeugte 2003/04 mit 14 Ligatreffern und wurde in die Nationalmannschaft berufen. Beim 6:0-Sieg über die AC Siena (22. Spieltag) gelang ihm der erste Hattrick seiner Karriere. Die anschließende Saison (2004/05) verlief nach Capellos Abgang sehr turbulent und die Giallorossi verschlissen insgesamt vier Trainer. Die Beziehung des Skandalprofis zum Management der AS Rom verschlechterte sich zusehends und Cassano wurde am 7. November 2005, nach einer öffentlichen Schlammschlacht mit Generaldirektorin Rosella Sensi, aus dem Spielerkader verbannt. Obwohl sich Cassanos Weggang schon früh abgezeichnet hatte und seine Leistungskurve nach unten zeigte, blieb er noch bis zum Januar 2006. Für die Roma hat Cassano in 161 Pflichtspielen 52-mal getroffen.

### Real Madrid
Am 3. Januar 2006 verkündete der spanische Rekordmeister Real Madrid die Verpflichtung Cassanos. Die „Königlichen“ zahlten 5,5 Millionen Euro für den 23-jährigen Stürmer, dessen Vertrag in Rom im Juni ausgelaufen wäre. Er unterzeichnete einen Vertrag bis 2010, sein Gehalt lag bei rund vier Millionen Euro pro Jahr. Cassano kam beim noblen Weltklub nicht zurecht, präsentierte sich formschwach und übergewichtig, weshalb man ihm den Spitznamen El Gordito (das Dickerchen) verpasste. Nachdem sein Förderer Fabio Capello im Sommer 2006 das Traineramt übernommen hatte, zeigte sich Cassano zunächst verbessert. Doch es kam zum Bruch, als Capello ihn die komplette zweite Halbzeit im Spiel gegen Gimnàstic de Tarragona (3:1) warmlaufen ließ, jedoch nicht einwechselte. In der Kabine beschimpfte und beleidigte er den Trainer, weshalb Cassano am 30. Oktober 2006 für den Rest der Saison suspendiert wurde. Somit kam er in der Meistersaison 2006/07 lediglich siebenmal zum Einsatz (ein Tor). Nach nur 18 Monaten beendete Real Madrid das Engagement und verlieh den Fehleinkauf an Sampdoria Genua.

### Sampdoria Genua

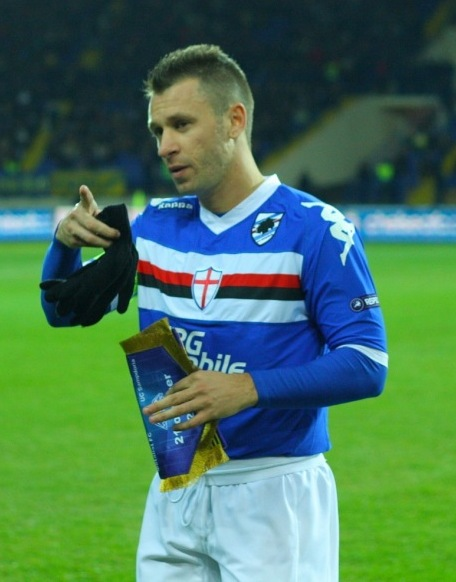
Cassano als Sampdoria-Spieler (2010)

Nach seinem glücklosen Intermezzo bei den Königlichen kehrte er zur Saison 2007/08 nach Italien zurück und wurde an Sampdoria Genua verliehen. Bei seinem neuen Klub fand Cassano zu alter Stärke und blühte wieder auf. Durch einen Doppelpack im Lokalderby gegen den CFC Genua (2:2) stieg er schnell zum Publikumsliebling auf und schien sein Versprechen, sich fortan nur noch auf den Fußball konzentrieren zu wollen, einzuhalten. Doch nach einem Platzverweis schleuderte er dem Schiedsrichter sein Trikot ins Gesicht und musste eine Sperre über fünf Spiele hinnehmen. Trotzdem hatte Cassano großen Anteil am Erreichen des sechsten Tabellenplatzes (10 Tore in 22 Spielen), der zur Teilnahme am UEFA-Pokal berechtigte. Zur Spielzeit 2008/09 wurde Cassano fest verpflichtet und bildete in der Folgezeit mit Giampaolo Pazzini, der sich den Blucerchiati im Januar 2009 anschloss, ein erfolgreiches Sturmduo, das in der Saison 2009/10 dafür sorgte, dass Sampdoria den vierten Tabellenplatz erreichte.

### AC Mailand
Nach einem Streit mit Sampdorias Präsidenten Riccardo Garrone (siehe Charakter) wechselte der Stürmer zur Rückrunde der Saison 2010/11 zum AC Mailand. Sein Vertrag wurde bis zum 30. Juni 2014 datiert. Am Ende der Saison wurde Cassano mit den Rossoneri italienischer Meister.
Anfang November 2011 erlitt Cassano einen leichten Hirnschlag, der durch ein Loch in der Herzgegend verursacht wurde und zu Schwindel, Sprach- sowie Sehstörungen führte. Deshalb musste sich der Stürmer in Mailand einer Herzoperation unterziehen, die ihn zu einer fünfmonatigen Pause zwang. Cassano selbst sagte, er habe Todesängste gehabt und daran gedacht, seine Karriere zu beenden. Im April 2012 gab er sein Comeback.

### Inter Mailand
Während der Europameisterschaft 2012 kritisierte Cassano seinen Verein AC Mailand für dessen Transferpolitik und deutete an, dass er in der Saison 2012/13 möglicherweise nicht mehr für die Rossoneri auflaufen werde. Im August 2012 wechselte er zum Stadtrivalen Inter Mailand und unterschrieb einen Zweijahresvertrag bis zum 30. Juni 2014. Im Gegenzug wechselte sein ehemaliger Sturmpartner Giampaolo Pazzini von Inter zum AC Mailand.

### FC Parma
Nach nur einer Spielzeit bei Inter wechselte Cassano zum FC Parma, was der Verein am 3. Juli 2013 auf seiner Website bekannt gab. Am 26. Januar 2015 wurde bekannt gegeben, dass sein bis 2016 laufender Vertrag aufgelöst wurde.

### Sampdoria Genua
Im August 2016 nahm ihn sein Ex-Verein Sampdoria Genua wieder unter Vertrag. Für Sampdoria absolvierte er in der Spielzeit 2015/16 24 Partien, in denen er zwei Tore erzielte. Zu Beginn der Saison 2016/17 wurde er suspendiert und aus dem Kader gestrichen. Im Januar gab Sampdoria die Vertragsauflösung bekannt.

### Hellas Verona
Nach der Saison 2016/17 wurde bekannt, dass Cassano einen Vertrag bei Hellas Verona unterschrieben hatte. Am 18. Juli 2017 verkündete er jedoch, den Vertrag nicht zu erfüllen und einige Stunden später wieder den Rücktritt von dieser Entscheidung. Am 24. Juli 2017 gab er den endgültigen Rücktritt vom Vertrag sowie sein Karriereende bekannt.

## Karriere in der Nationalmannschaft

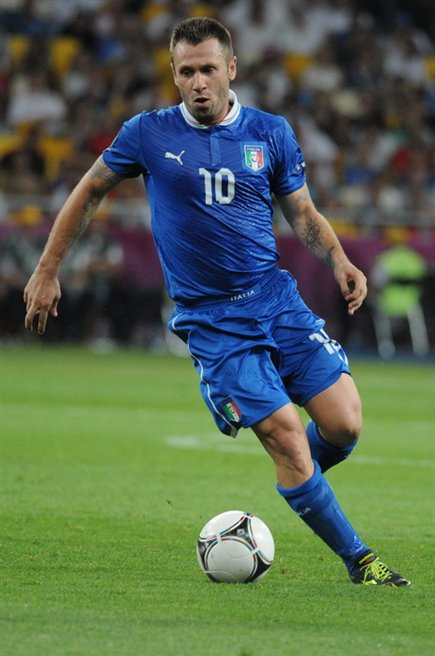
Cassano während der EM 2012

Cassano wurde vom ehemaligen Nationaltrainer Giovanni Trapattoni als „Zukunft des italienischen Fußballs“ bezeichnet und er nominierte ihn prompt im November 2003 für einen ersten Einsatz in der italienischen Nationalmannschaft im Freundschaftsspiel gegen Polen, wobei er traf und sich so einen festen Platz für die EM 2004 in Portugal sicherte. Bei der EM konnte er zwei Tore in drei Spielen erzielen.
Für die WM 2006 wurde Cassano von Italiens damaligem Nationaltrainer Marcello Lippi nicht berücksichtigt, da das erste Halbjahr 2006 für Cassano bei Real Madrid alles andere als erfolgreich verlaufen war. Kurz nach der WM wurde er wieder in den Kader berufen und kam im September 2006 zu zwei Einsätzen. Nach Cassanos starken Leistungen in der Saison 2007/08 berief Roberto Donadoni ihn schließlich in den Kader für die Europameisterschaft. In der darauffolgenden Saison wurde Cassano trotz starker Leistungen vom neuen Nationaltrainer Marcello Lippi aus disziplinarischen Gründen nicht mehr berücksichtigt, wofür Lippi heftig kritisiert wurde.
Trotz einer Herzoperation im November 2011 und fünfmonatiger Pause wurde er 2012 von Nationaltrainer Cesare Prandelli in den italienischen Kader für die Europameisterschaft berufen. Im Turnier war Cassano neben Mario Balotelli Stammspieler im italienischen Sturm. Im letzten Vorrundenspiel gegen Irland (2:0) erzielte Cassano das erste Tor und wurde anschließend zum Man of the Match ernannt. Mit seiner Mannschaft erreichte der Stürmer das Finale, in dem Italien Spanien unterlag.
Cassano wurde zunächst nicht mehr von Prandelli berücksichtigt, kam im Mai 2014 jedoch zu seinem Comeback, als er im Freundschaftsspiel gegen Irland eingewechselt wurde. Auch in der darauffolgenden Partie gegen Luxemburg kam er zum Einsatz und schaffte den Sprung in den Kader für die Weltmeisterschaft 2014. Bei der WM wurde er in den Spielen gegen Costa Rica und Uruguay eingewechselt, schied mit Italien allerdings in der Vorrunde aus. Seither wurde Cassano nicht mehr nominiert.

## Charakter
Trotz seines Talents gilt Cassano als schwieriger und streitbarer Charakter. Er gibt in seiner Autobiographie an, mit 600 bis 700 Frauen geschlafen zu haben. Während seiner Zeit beim AS Rom geriet er mit den Trainern Rudi Völler und Luciano Spalletti aneinander. Nachdem er schließlich zu Real Madrid „abgeschoben“ wurde, fiel er dort vor allem aufgrund mangelnder Disziplin auf. Von seinem Mitspieler Ronaldo erhielt er den Spitznamen Gordito (Dickerchen).
Bei Sampdoria Genua handelte sich Cassano eine Sperre von fünf Spielen sowie eine Strafe von 15.000 Euro ein, weil er – zornig über einen Platzverweis – einem Schiedsrichter sein Trikot ins Gesicht geschleudert und ihn bedroht hatte. Anschließend schien es, als habe sich Cassanos Verhalten gebessert. Im Oktober 2010 wurde gegen ihn aber auf Initiative seines Vereins ein Disziplinarverfahren eingeleitet, nachdem er zuvor den Vereinspräsidenten Riccardo Garrone vor Spielern und Funktionären beschimpft hatte. Eine schriftliche Entschuldigung habe der Stürmer verweigert. Anlass des Streits war die Weigerung Cassanos, mit seinem Verein an einer Preisverleihung teilzunehmen. Der Stürmer wollte den Abend lieber mit seiner schwangeren Frau verbringen.
Nachdem ihn sein Klub suspendiert und beim Verband um eine Auflösung seines Vertrages angesucht hatte, entschuldigte sich Cassano doch noch bei Garrone. Der Verein wich aber nicht von seiner Haltung ab. Als Cassanos Gehalt eingefroren wurde, forderte der Stürmer eine Entschädigung in Höhe von einer Million Euro. Schlussendlich entschied ein Schiedsgericht, dass Sampdoria Cassano weiterbeschäftigen muss, wenn auch zu halbiertem Gehalt. Bereits wenige Tage nach diesem Urteil trennten sich die Wege von Spieler und Verein und im Januar 2011 wechselte Cassano zum AC Mailand.
Während der Europameisterschaft 2012 sorgte Cassano erneut für einen Skandal, als er öffentlich sagte, er hoffe, dass keine Homosexuellen in der Nationalmannschaft seien. Später entschuldigte er sich hierfür schriftlich: „Ich bin nicht homophob, ich wollte niemand verletzen, ich will die sexuelle Freiheit aller nicht zur Disposition stellen. Ich erlaube mir nicht, über andere zu urteilen.“ Für seine homophobe Äußerung wurde er von der UEFA zu einer Geldstrafe von 15.000 Euro verurteilt.
Am 20. November 2012 wurde Cassano für zwei Spiele gesperrt, weil er nach einem Ligaspiel von Inter Mailand gegen Cagliari Calcio das Schiedsrichterteam im Spielertunnel beleidigt hatte.
Mit Inter-Trainer Andrea Stramaccioni geriet Cassano am 1. März 2013 aneinander: Die Auseinandersetzung habe nach einer Trainingseinheit als normale Diskussion begonnen und sei dann in wütende Beschimpfungen ausgeartet. Als sich Cassano und Stramaccioni laut Medienberichten auch körperlich attackierten, wurden sie von anderen Spielern getrennt. Stramaccioni selbst bezeichnete den Vorfall als normale Auseinandersetzung und bestritt, dass es zu „physischem Kontakt“ kam. Dennoch wurde Cassano für das folgende Ligaspiel gegen Catania Calcio nicht in den Kader von Inter berufen und mit einer Strafe von 40.000 Euro belegt.

## Erfolge

### Verein
- Italienischer Supercupsieger: 2001, 2011
- Spanischer Meister: 2006/07
- Italienischer Meister: 2010/11

### Nationalmannschaft
- Vize-Europameister: 2012

### Auszeichnungen
- Nachwuchsspieler des Jahres in der Serie A: 2001, 2003

## Verweise